# Kira Ortmann
Kira Ortmann (* 8. April 1993 in Cloppenburg) ist eine deutsche Journalistin und Moderatorin.

## Karriere und Leben
Kira Ortmann machte 2011 Abitur und studierte im Anschluss Medienwirtschaft und Management. Ihre journalistische Laufbahn begann sie bei SAT.1 Regional in Hamburg. Anschließend arbeitete sie als Jungredakteurin beim Sat.1-Frühstücksfernsehen und der Vorabendsendung Endlich Feierabend!. Von Januar 2019 bis Dezember 2020 besuchte sie die Journalistenschule von Axel Springer (FreeTech Academy). Seit Januar 2021 arbeitet Kira Ortmann bei Bild als Reporterin und Moderatorin.
Seit 2021 moderierte sie den Roten Teppich der Hilfsorganisation Ein Herz für Kinder.
Seit März 2023 moderiert sie vertretungsweise das Sat.1-Frühstücksfernsehen.